# Silvia Rachor
Silvia Rachor (* 16. Februar 1960) ist eine deutsche Schauspielerin und Theater-Regisseurin.

## Leben
Silvia Rachor studierte Theater-, Film- und Fernsehwissenschaften sowie Soziologie und Literatur an der Johann Wolfgang Goethe-Universität Frankfurt am Main. Es folgte eine Schauspielausbildung an der Hochschule für Musik und Darstellende Kunst Frankfurt am Main. Seit 1985 ist sie als Schauspielerin tätig. Seit 2012 ist sie Dozentin an der Filmschauspielschule Berlin und dort als Theater-Regisseurin aktiv.
Seit 2004 ist sie mit dem Schauspieler Max Gertsch verheiratet.

## Filmografie (Auswahl)
- 1993: Hilfe, meine Familie spinnt (Fernsehserie, 25 Folgen)
- 1997–1999: Hinter Gittern – Der Frauenknast (Fernsehserie, 6 Folgen)
- 1998: Tatort: Manila
- 1999: Hinter dem Regenbogen
- 1999: Männer sind wie Schokolade
- 2000: In aller Freundschaft (Fernsehserie, eine Folge)
- 2002: Das Duo: Totes Erbe
- 2007: Die Todesautomatik